# Xã Liberty, Quận Delaware, Ohio
Xã Liberty (tiếng Anh: Liberty Township) là một xã thuộc quận Delaware, tiểu bang Ohio, Hoa Kỳ. Năm 2010, dân số của xã này là 26.172 người.